# وقود مشتق من النفايات

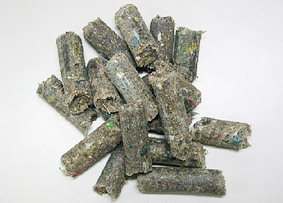

الوقود المشتق من النفايات (بالإنجليزية: Refuse-derived fuel، اختصارًا بـ RDF) هو الوقود المنتج من أنواع مختلفة من النفايات مثل النفايات الصلبة البلدية (MSW) أو النفايات الصناعية أو النفايات التجارية.
يقدم مجلس الأعمال العالمي للتنمية المستدامة تعريفًا يخص الوقود المشتق من النفايات:
«يمكن استخدام نفايات ومنتجات ثانوية مختارة ذات قيمة حرارية قابلة للاسترداد كوقود في قمائن الأسمنت، لتحل محل جزء من الوقود الأحفوري التقليدي، مثل الفحم، إذا كانت تستوفي المواصفات الصارمة. في بعض الأحيان لا يمكن استخدامها إلا بعد المعالجة المسبقة لتوفير وقود» مصمم خصيصًا«لعملية الأسمنت»
يتكون الوقود المشتق من النفايات إلى حد كبير من مكونات قابلة للاحتراق لمثل هذه النفايات، مثل المواد البلاستيكية غير القابلة لإعادة التدوير (لا تشمل الكلوريد متعدد الفاينيل)، والورق المقوى، والملصقات، وغيرها من المواد المموجة. يتم فصل هذه الكسور من خلال خطوات معالجة مختلفة، مثل الغربلة، وتصنيف الهواء، والفصل الباليستي، وفصل المواد الحديدية وغير الحديدية، والزجاج، والأحجار، والمواد الأجنبية الأخرى والتمزيق في حجم حبة موحد، أو أيضًا حبيبات لإنتاج مادة متجانسة يمكن استخدامها كبديل للوقود الأحفوري في مصانع الأسمنت أو مصانع الجير أو محطات الطاقة التي تعمل بالفحم أو كعامل اختزال في أفران الصلب. يمكن أيضًا تحديد RDF في الوقود المستخرج من الإطارات (TDF) من الإطارات المستعملة، أو الوقود الصلب المستعاد (SRF)